# Phytomia aurigera
Phytomia aurigera är en tvåvingeart som beskrevs av Mario Bezzi 1915. Phytomia aurigera ingår i släktet Phytomia och familjen blomflugor. Inga underarter finns listade i Catalogue of Life.